# Frullanoides densifolia
Frullanoides densifolia là một loài Rêu trong họ Lejeuneaceae. Loài này được Raddi mô tả khoa học đầu tiên năm 1822.